# Hvad vi vil
Hvad vi vil er et dansk tidsskrift udgivet af Kvindelig Fremskridtsforening der udkom fra 1888-1894.
Bladet udkom første gang d. 14. juli 1888 under navnet "Hvad vi vil. Organ for Kvindesagen - Fredssagen - Arbejdersagen".

## Programerklæringen
Bladets profil har både en meget bred definition af kvindesagen hvor den også omfattede arbejdet for en fredeligere verden og arbejdet for at forbedre arbejdernes levevilkår og en smallere definition der omhandler at skaffe kvinden den ret, der tilkommer hende som menneske.
I begyndelsen havde bladet undertitlen: Organ for Kvindesagen, Fredssagen og Arbejdersagen
Bladet skrev om politisk valgret, offentlig børnepasningsordninger og kvindernes ligestilling i familien.
Johanne Meyer skriver blandt andet i bladet:
| „ | Vi maa komme bort fra den Overtro, at en Kvinde, fordi hun har født et Barn, er Pædagog og Børneopdrager. Hvorfor skulde Faderen ikke være lige saa god en Opdrager som Moderen. Var det ikke netop rimeligt, at naar Moderen 9 Maaneder før Barnets Fødsel og en lang Tid efter den er tvungen af Naturen til at pleje Barnet, at Faderen efter den Tid tog sig mere af Barnet end Moderen. Det er dog deres Barn i Fællesskab. Havde Mændene lidt mere Forstaaelse af den Sag, fik Moderen ogsaa mere Tid til at frede og hygge om Hjemmet.. | “ |
|   | — Fra debatindlægget "Almuepigebørns Uddannelse til Huslighed", 1892. |   |

I 1890 skiftede bladet navn til Kvindebladet Hvad vi vil, hvorefter bladet fik mere fokus på kvindesagen alene.

## Redaktionen
- Johanne Meyer
- Matilde Bajer
- Massi Bruhn
- Line Luplau
- Anna Nielsen

## Skribenter
De fleste af bladets skribenter skrev under pseudonym, som bl.a. Fru Rosalie. Derudover var der en håndfuld kerneskribenter:
- Mathilde Bajer
- Fredrik Bajer
- Massi Bruhn
- Johanne Meyer
- Louise Nørlund